# Renato Leduc
Renato Leduc (16 de novembro de 1897 - Cidade do México, 2 de agosto de 1986) foi um poeta e jornalista mexicano.